# Айнхаузен (Тюрингия)
Айнхаузен (нем. Einhausen) — община в Германии, в земле Тюрингия.
Входит в состав района Шмалькальден-Майнинген. Подчиняется управлению Зальцбрюкке. Население составляет 442 человека (на 31 декабря 2010 года). Занимает площадь 5,33 км².